# Zygophyllum procumbens
Zygophyllum procumbens är en pockenholtsväxtart som beskrevs av Robert Stephen Adamson. Zygophyllum procumbens ingår i släktet Zygophyllum och familjen pockenholtsväxter. Inga underarter finns listade i Catalogue of Life.